# VB-6 ケーニッヒモンスター
VB-6 ケーニッヒモンスター（ブイビーシックス ケーニッヒモンスター、König Monster）は、「マクロスシリーズ」に登場する架空の兵器。ファイター（航空機）、バトロイド（人型ロボット）、ガウォーク（中間形態）への三段変形機構を持つ可変戦闘機（ヴァリアブル・ファイター=VF）の爆撃機仕様、可変爆撃機（ヴァリアブル・ボマー=VB）に分類される機体。初出は、1999年発売のPlayStation用ゲームソフト『マクロス VF-X2』。

## 機体解説
第一次星間大戦で投入された大型陸戦兵器デストロイドモンスターの欠点である機動性の低さを補いつつ、その火力を最大限に発揮するために局地戦用のVBとして再設計された機体。機体サイズは3分の2、自重はほぼ2分の1に小型化されているものの、その系譜はガウォーク形態がモンスターに酷似している点からも見て取れる。
ファイター形態は通常のVFよりも重厚かつ無骨な形状で、形態呼称も「シャトルモード」と呼ばれる。変形機構も独特で、ガウォーク形態の両脚部が主翼となり、両腕部（ミサイルランチャー）が機体背面の格納庫カバーとなる。全長、重量共にほかのVFを大きく上回ることから機動性は非常に低く、ドッグファイトのような空中戦闘は不可能である。リフティングボディ機特有の機体容積（兵装搭載量）を活かし、護衛機を伴う高高度からの空爆ミッションなどに従事する。
ガウォーク形態の脚部関節を伸張し、砲身・弾薬庫ブロックを90度起こし、腕部ミサイルランチャーを180度回転すると、VFのバトロイド形態に相当するデストロイド形態となる。脚部（主翼）のジェットエンジンを吹かせば、跳躍も可能である。
アニメ作品への登場は2008年放送のテレビアニメ『マクロスF』が初で、民間軍事プロバイダー「S.M.S」の隊員であるカナリア・ベルシュタインが搭乗する。この機体はアビオニクスとセンサー類を最新のものへと更新し、装甲をVF-25アーマードパックと同じエネルギー転換装甲と軽複合装甲へ更新、またピンポイントバリアシステムの搭載によって量産機を上回る耐弾性を獲得している。『劇場版 マクロスF』にも登場し、完結編の『サヨナラノツバサ』においては救援に駆けつけた各船団のS.M.S部隊として多数の機体が登場する。2016年放送のテレビアニメ『マクロスΔ』では、新統合軍のアルベルト・ララサーバル大尉の乗機として劇中後半に登場する。

### 武装
機体の大部分を占める格納庫部分には、長大なレールキャノンの砲身4門と弾薬庫および給弾システムが折り重なるように収納される。この砲身は、前後逆方向に利用することで推進・砲撃装置を兼ねるように設計されている。シャトル形態では離陸時や高加速時の補助推力として、推進剤を持続的に燃焼して砲身基部から後方へ噴射する。ガウォーク形態やデストロイド形態では、砲弾を瞬発的に電磁加速して前方へ射出する。両腕部ミサイルランチャー（弾薬庫カバー）は、シャトル形態でも展開して連射することが可能である（大気圏外のみ）。
本機最大の特徴にして最大の攻撃手段である長射程レールキャノンは、ガウォーク形態やデストロイド形態で使用される。接地した状態での使用が基本とされているが、デストロイド形態では脚部エンジンを利用した姿勢制御により、威力は落ちるものの宇宙空間でも使用可能である。拠点攻略戦においてはVFやVA（可変攻撃機）を圧倒する絶対的な火力を有し、真に本機の本領が発揮される。自己誘導型砲弾装填時には射程100キロメートル以上で誤差数メートル単位の精密射撃を行い、小規模な要塞なら数機でも攻略可能といわれる。『マクロス VF-X2』のオープニングムービーでも、重厚な変形シーンを経てガウォーク形態で足元の戦車を踏み潰しつつレールキャノンを発射する姿が描かれている。『マクロスF』でも、航宙艦のメイン甲板に接地して固定板に固定した状態で砲撃が行われるが、反動は充分に抑えられず航宙艦の装甲をへこませるほどである。

## 開発
2030年に新統合軍が示した基本要求は、「自力で飛行・展開可能なデストロイドモンスター」という常識外のものであった。この難題に際してノースロム、グラマン共同開発チームは、かつてモンスターの設計主任であったケーニッヒ・ティーゲル博士に協力を依頼する。モンスターを開発した新中州重工も参加し、現存する量産型最終シリーズの1体を改造して試作が重ねられた。
変形機構の設計は順調にクリアしたが、最大の課題は全長40メートル、全備重量370トンの巨体が「重くて満足に飛べない」という点であった。これは主砲のレールキャノンをプラズマロケットとして兼用するという、ティーゲルのアイデアで解決をみた。しかし、艦載運用時に不都合という軍のクレームにより、最終的には機体の大幅なスケールダウンを余儀なくされた。若干攻撃力を削がれる形となったが、余剰推力によりデストロイドモードでの格闘戦能力が高まるなど、機体のトータルバランスは向上している。その結果、VB-6は成功作として可変爆撃機シリーズ中最も量産された機体となった。
しかし、小型化に反対したティーゲルは量産型試作機の初飛行を待たずにプロジェクトから去り、統合軍航空博物館に展示された巨大原型機（通称：ティーゲルモンスター）の動態保存作業を続けながら余生を過ごし、航空ショーでは操縦も披露した。VB-6にはティーゲルの功績を讃えて「ケーニッヒモンスター」の愛称がつけられたが、彼は巨大原型機こそが本物のモンスターという持論を曲げなかったという。

## 商品化
バンダイ（のちにBANDAI SPIRITS ）
DX超合金 ノンスケール
可動や変形機構などといったギミックの完全再現を目指した、ハイ・ターゲット向けの完成品トイ・ブランド。このブランドでは、『マクロスF』のS.M.S.仕様で販売される。
AOSHIMA（青島文化教材社）
ヴァリアブルファイターガールズ (V.F.G.) nonスケール
美少女アクション・フィギュアが各作品のVFをパワードスーツ代わりに纏うという形式のプラモデルシリーズ。ファイター（シャトル）形態は原典作品の機体と同じ形状であるが、ガウォーク、デストロイド（バトロイド）形態ではライディングのような姿勢で機外に搭乗する方式を採用している。S.M.S.仕様のほか、『マクロスΔ』のララサーバル仕様も発売される。
やまと（のちに「アルカディア」に販売移管）
完全変形トイ 1/100スケール
プレイステーション用ゲームソフト『マクロスVF-X2』仕様として発売。

## 参考書籍
- 『ザ・プレイステーション増刊 gM vol.5』ソフトバンク・パブリッシング 1999年 - 「ケーニッヒモンスター・インサイドストーリー」